# 水营区
水营区（：／ Suyeong gu */?）是韩国釜山广域市的一个区。水营区总面积10.16 km2，总人口180,000。

## 象征
区花 : 芍药
区树 : 黑松
区鸟 : 暗绿绣眼鸟

## 行政区划

行政區劃圖

水营区包含5个法定洞(10个行政洞)。
洞（行政洞）
- 南川洞（1-2洞）
- 水营洞
- 望美洞（1-2洞）
- 广安洞（1-4洞）
- 民乐洞